# Córy amerykańskich Ravioli
Córy amerykańskich Ravioli (ang. All I Wanna Do, oryginalnie zatytułowany jako The Hairy Bird) – kanadyjsko-amerykański film komediowy z 1998 roku w reżyserii Sarah Kernochan, wyprodukowany przez wytwórnię Miramax Films.
Premiera filmu odbyła się w Kanadzie 21 sierpnia 1998. Dwa tygodnie później, 4 września, obraz trafił do kin na terenie Stanów Zjednoczonych.

## Fabuła
Akcja filmu rozgrywa się w latach 60. XX wieku w Stanach Zjednoczonych w Nowej Anglii. Rodzice nastoletniej Odette "Odie" Sinclair (Gaby Hoffmann) postanawiają wysłać ją do szkoły z internatem po tym jak spotykała się z nieodpowiednim chłopakiem. Odie przyjmuje buntowniczą postawę i niechętnie wchodzi w nowe środowisko. Dziewczyna zaprzyjaźnia się z czterema przyjaciółkami – Vereną (Kirsten Dunst), Tinką (Monica Keena), Momo i Tweety (Heather Matarazzo), które tworzą tajny klub o nazwie Córy amerykańskich Ravioli. Ambitne, sprytne i zwariowane co chwila podpadają dyrektorce, pannie McVane (Lynn Redgrave). Jednak gdy okazuje się, że zarząd stawia na koedukację i decyduje o połączeniu placówki z elitarną szkołą dla chłopców, dziewczęta postanawiają walczyć o niezależność.

## Obsada
- Kirsten Dunst jako Verena von Stefan
- Gaby Hoffmann jako Odette "Odie" Sinclair
- Lynn Redgrave jako panna McVane
- Rachael Leigh Cook jako Abigail "Abby" Sawyer
- Tom Guiry jako Bradley "Frosty" Frost
- Vincent Kartheiser jako Snake (Flat Critter)
- Monica Keena jako Tinka Parker
- Matthew Lawrence jako Dennis
- Heather Matarazzo jako Theresa "Tweety" Goldberg
- Merritt Wever jako Maureen "Momo" Haines

## Odbiór

### Krytyka
Film Córy amerykańskich Ravioli spotkał się z mieszaną reakcją krytyków. W serwisie Rotten Tomatoes 67% z dwunastu recenzji filmu jest pozytywne (średnia ocen wyniosła 6,82 na 10). Na portalu Metacritic średnia ocen z 6 recenzji wyniosła 60 punktów na 100.